# Toktokkus makuya
Toktokkus makuya (лат.) — вид жуков-чернотелок рода Toktokkus из подтрибы Molurina трибы Sepidiini (Pimeliinae, Tenebrionidae). Афротропика.

## Этимология
Видовое название T. makuya дано в честь местности, из которой был собран голотип, а также является названием племени в провинции Лимпопо в Южной Африке.

## Описание
Жуки-чернотелки средних размеров (длина тела около 3 см; ширина надкрылий около 2 см). На склоне и боках надкрылий имеют бугорки (без волосков). Наличие микробугорков между рядами бугорков на надкрыльях этого вида отличает его от следующих видов: T. mashunus, T. mulleri, T. schultzei, T. vialis и T. waclawae. Этот вид можно отличить от T. tschinkeli по отсутствию заметной губовидной структуры на краю простернума, а надкрылья, хотя и круглые, но более вытянутые, чем у T. tschinkeli. Бугорки у этого вида более высокие и менее плотные, чем у T. tuberculipennis и T. herero, причем у T. tuberculipennis они иногда почти сливаются. Развит расширенный и более широкий у основания эпиплеврит, окружающий пятый вентрит. Вид был впервые описан в 2020 году и включён в состав рода Toktokkus из подтрибы Molurina трибы Sepidiini (Pimeliinae, Tenebrionidae).

## Распространение
Встречается в южной части Афротропики: Ботсвана, Замбия, Зимбабве, Мозамбик, ЮАР..